# Flämingbuchen
Flämingbuchen este o arie protejată (arie specială de conservare — SAC, sit de importanță comunitară — SCI) din Germania întinsă pe o suprafață de 146,95 ha, integral pe uscat.

## Localizare
Centrul sitului Flämingbuchen este situat la coordonatele 52°02′54″N 12°26′01″E / 52.0483°N 12.4336°E.

## Înființare
Situl Flämingbuchen a fost declarat sit de importanță comunitară în septembrie 2000.

## Biodiversitate
Situată în ecoregiunea continentală, aria protejată conține 1 habitat natural: Păduri de fag Luzulo-Fagetum.
La baza desemnării sitului se află o specie protejată de  mamifere: liliac comun (Myotis myotis).
Pe lângă speciile protejate, pe teritoriul sitului au mai fost identificate 7 specii de plante.